# سوبر كلاسيكو 2011
السوبر كلاسيكو 2011 هو الموسم 1 من السوبر كلاسيكو. أشرف على تنظيمه كونميبول، وكان عدد الأندية المشاركة فيه 2، وفاز فيه منتخب البرازيل لكرة القدم.